# Jacques Legras
Pour les articles homonymes, voir Legras.
 (janvier 2024).
Si vous disposez d'ouvrages ou d'articles de référence ou si vous connaissez des sites web de qualité traitant du thème abordé ici, merci de compléter l'article en donnant les références utiles à sa vérifiabilité et en les liant à la section « Notes et références ».
Jacques Legras, né le 16 octobre 1924 à Bois-Colombes et mort le 15 mars 2006 à Paris, est un acteur français. Membre de la troupe des Branquignols de Robert Dhéry, il participe à de nombreuses comédies cinématographiques et pièces de théâtre françaises ainsi qu'à des émissions de télévision. Il fait notamment partie des acteurs ayant joué pour les premières émissions de caméra cachée de la télévision publique française.

## Biographie

### Jeunesse
Jacques Legras naît le 16 octobre 1924 à Bois-Colombes. Ses parents sont Lydie Desbordes (1895-1953) et Camille Eugène Clément Legras (1889-?)[réf. nécessaire].
Il suit des études à Nantes, puis au Centre du spectacle de la rue Blanche.

### Carrière
En 1949, il rejoint la troupe des Branquignols de Robert Dhéry et Colette Brosset, et apparaît dans le film Branquignol. Par la suite, il jouera encore à leurs côtés dans plusieurs pièces de théâtre et films. Dans le film Le Petit Baigneur, il incarne l'abbé Henri Castagnier dans la scène culte du sermon en chaire.
Habitué des seconds rôles au cinéma, il se distingue par l'élégante moustache qu'il porte. Ce sont ses collaborations avec Jacques Rouland, d'abord à la radio (l'émission Gardez le sourire sur Europe 1), puis à la télévision (la fameuse Caméra invisible créée le 30 avril 1964 avec Pierre Bellemare) qui lui valent d'être connu et apprécié du grand public.
Pendant les années 1950-1960, il a notamment personnifié sur Radio Luxembourg, Radio Andorre et Radio Monte-Carlo, l'émission radiophonique quotidienne L'Homme des vœux, sponsorisée par la marque d'apéritif Bartissol.
Durant les décennies 1970 et 1980, il continue à apparaître dans les caméras cachées de plusieurs émissions de divertissement à la télévision française, dont notamment sur l'ORTF puis sur Antenne 2.

Jacques Legras en 2013, à TF1.

Jacques Legras est membre de l'Académie Alphonse-Allais.

### Vie privée et mort

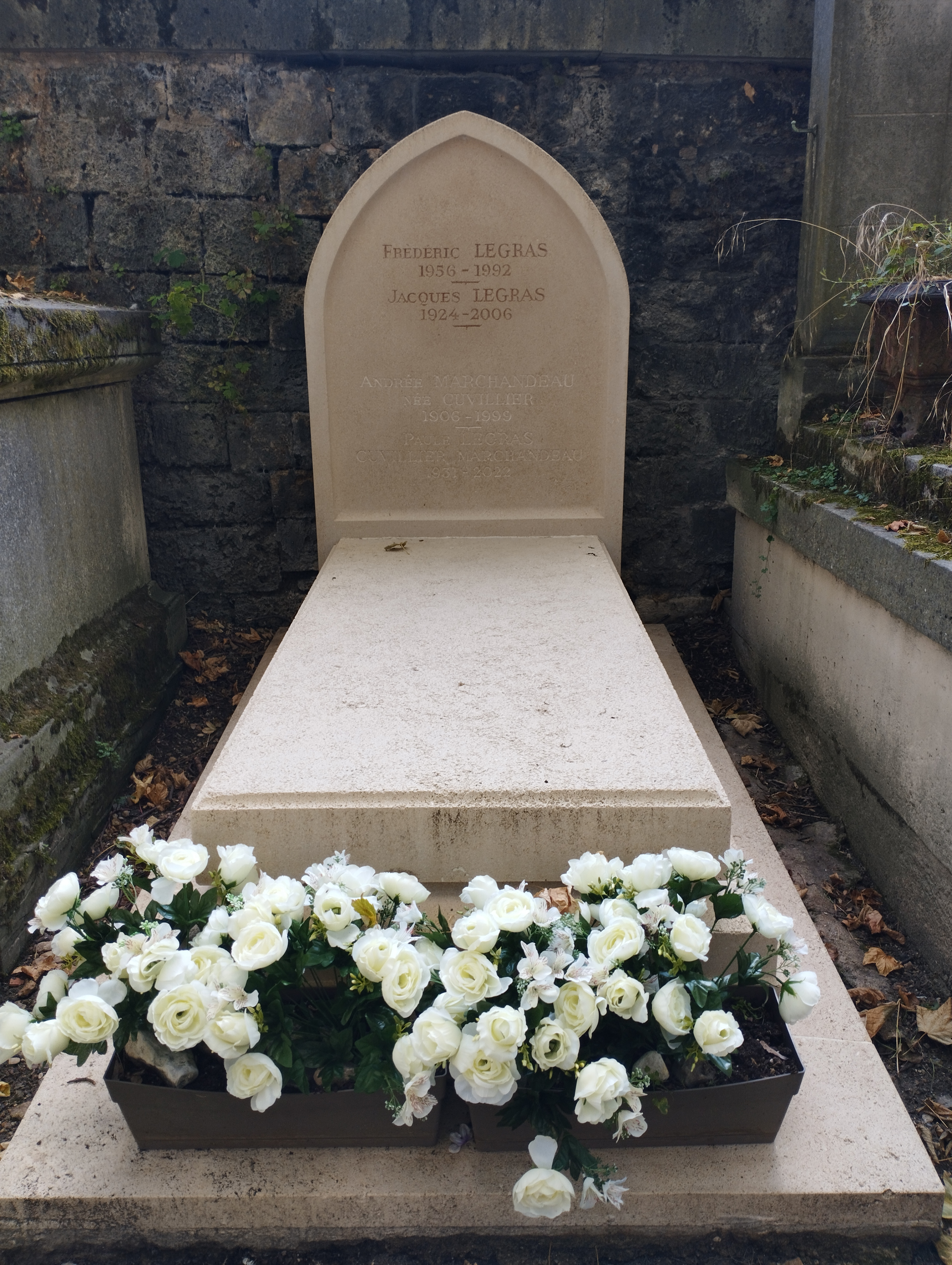
Tombe de Jacques Legras au cimetière de Montmartre (division 31).

Jacques Legras se marie, le 9 septembre 1952, à Paris, avec Paulette Cuvillier, de son nom d'artiste, Paule Villier, Chanis, Peintre/Sculpteur (née le 07 août 1931 à Paris et décédée le 08 Juin 2022 à Reims. Elle a été incinérée et inhumée au cimetière de Montmartre (division 31) avec son ex mari, son fils et sa mère). Ensemble, ils ont deux enfants, Marie-Christine et Frédéric Legras. Le couple divorce le 12 février 1962.
Jacques Legras meurt à Paris le 15 mars 2006 à l'âge de 81 ans. Incinéré au crématorium du Père-Lachaise, ses cendres sont inhumées au cimetière de Montmartre (division 31).

## Filmographie

### Cinéma
- 1945 : Naïs de Raymond Leboursier et Marcel Pagnol: Seulement ingénieur du son
- 1949 : La Patronne de Robert Dhéry : Le témoin
- 1949 : Branquignol de Robert Dhéry : Lui-même
- 1951 : Bertrand cœur de lion de Robert Dhéry : Paul
- 1951 : La Demoiselle et son revenant de Marc Allégret : Le duelliste
- 1952 : L'amour n'est pas un péché de Claude Cariven : Un membre du comité
- 1953 : Les Trois Mousquetaires d'André Hunebelle : Un garde du Cardinal
- 1954 : Les hommes ne pensent qu'à ça de Yves Robert : Le marié
- 1954 : Ah ! les belles bacchantes de Jean Loubignac : Lui-même en présentateur des numéros
- 1954 : Escalier de service de Carlo Rim : Un client de Dumény
- 1961 : La Belle Américaine de Robert Dhéry et Pierre Tchernia : Riri, le cafetier
- 1964 : Les Gros Bras de Francis Rigaud : L'expert en bijouterie
- 1964 : Une souris chez les hommes de Jacques Poitrenaud : Un inspecteur
- 1964 : Allez France! de Robert Dhéry et Pierre Tchernia : Mendoza / Ben
- 1965 : La Grosse Caisse de Alex Joffé : Le facteur
- 1965 : La Tête du client de Jacques Poitrenaud : Le chauffeur de taxi
- 1965 : La Communale de Jean L'Hôte
- 1965 : Les Bons Vivants de Gilles Grangier : Un client suisse (sketch La Fermeture)
- 1965 : Lady L de Peter Ustinov : Un inspecteur de police
- 1966 : La Bourse et la Vie de Jean-Pierre Mocky : Tapu
- 1966 : Trois enfants dans le désordre de Léo Joannon : L'inspecteur Barnachon
- 1966 : Le Grand Restaurant de Jacques Besnard : L'agent de police
- 1966 : Atout cœur à Tokyo pour OSS 117 de Michel Boisrond et Michel Wyn : M. Chan
- 1966 : Sept fois femmes (Woman times seven) de Vittorio de Sica : Un vendeur
- 1967 : Le Petit Baigneur de Robert Dhéry : Henri Castagnier (le curé)
- 1968 : Un été sauvage de Marcel Camus
- 1969 : Faites donc plaisir aux amis de Francis Rigaud : L'inspecteur Ludovic Grossard
- 1969 : L'Auvergnat et l'autobus de Guy Lefranc : Le clerc
- 1969 : Hibernatus de Édouard Molinaro et Pierre Cosson : L'avocat
- 1969 : Poussez pas grand-père dans les cactus de Jean-Claude Dague
- 1970 : L'Ardoise de Claude Bernard-Aubert : Le passant
- 1970 : L'Étalon de Jean-Pierre Mocky : Pointard, le joueur de boules
- 1970 : La Dame dans l'auto avec des lunettes et un fusil (The Lady in the Car with Glasses and a Gun) de Anatole Litvak : Policier
- 1971 : On est toujours trop bon avec les femmes de Michel Boisrond : Le receveur
- 1971 : Les Mariés de l'an II de Jean-Paul Rappeneau : Le préposé au divorce
- 1971 : Lucky Luke (Dessin animé) de René Goscinny et Morris : Le banquier (voix)
- 1971 : Les Assassins de l'ordre de Marcel Carné : L'inspecteur du magasin
- 1972 : Sex-shop de Claude Berri : Albert
- 1972 : Les Charlots font l'Espagne de Jean Girault : Le conducteur de bus
- 1973 : L'Événement le plus important depuis que l'homme a marché sur la Lune de Jacques Demy : Leboeuf, le marchand de télévisions
- 1973 : Le Magnifique de Philippe de Broca : la petite mariée (visage en gros plan)
- 1973 : Elle court, elle court la banlieue de Gérard Pirès
- 1974 : Le Permis de conduire de Jean Girault : L'examinateur / L'expert
- 1974 : Les Gaspards de Pierre Tchernia : Bougras, l'hirondelle obséquieuse
- 1974 : Les Quatre Charlots mousquetaires de André Hunebelle : Alexandre Dumas / L'écrivain
- 1974 : La Gueule de l'emploi de Jacques Rouland : Jacques
- 1974 : À nous quatre, Cardinal ! de André Hunebelle : Alexandre Dumas
- 1974 : Vos gueules, les mouettes ! de Robert Dhéry : M. Le Marlec, député-maire, le recteur de Saint-On
- 1975 : L'Intrépide de Jean Girault : Le contrôleur des wagons-lits
- 1975 : Catherine et compagnie de Michel Boisrond
- 1976 : Le Trouble-fesses de Raoul Foulon
- 1977 : Le Roi des bricoleurs de Jean-Pierre Mocky : Sirop
- 1977 : Drôles de zèbres de Guy Lux : Jardine, le directeur de l'hôtel
- 1977 : La Vie parisienne de Christian Jaque : Alphonse
- 1978 : La Ballade des Dalton (Dessin animé) de René Goscinny, Morris, Henri Gruel et Pierre Watrin : Augustus Betting, le notaire (Voix)
- 1978 : Le Beaujolais nouveau est arrivé de Jean-Luc Voulfow
- 1979 : Les héros n'ont pas froid aux oreilles de Charles Némès: L'agent étranger
- 1979 : L'Associé de René Gainville : Pernais
- 1979 : Le Piège à cons de Jean-Pierre Mocky : Le commissaire Roubert
- 1979 : La Gueule de l'autre de Pierre Tchernia : Hervé Bidart
- 1980 : Mais qu'est-ce que j'ai fait au Bon Dieu pour avoir une femme qui boit dans les cafés avec les hommes ?de Jean Saint-Hamon : Maurice Vasselin, l'agent du fisc
- 1981 : Le jour se lève et les conneries commencent de Claude Mulot: Charles Landrieux
- 1981 : Les Bidasses aux grandes manœuvres de Raphaël Delpard: Colonel allemand
- 1982 : Te marre pas... c'est pour rire ! : L'huissier
- 1982 : N'oublie pas ton père au vestiaire... de Richard Balducci : Le policier
- 1983 : Les Malheurs d'Octavie de Roland Urban : Gonzague, directeur des services secrets
- 1983 : Mon curé chez les Thaïlandaises de Robert Thomas : Monsieur Ping
- 1983 : Vous habitez chez vos parents ? de Michel Fermaud : Gaspard
- 1984 : Vive le fric ! de Raphaël Delpard : Le percepteur
- 1984 : Retenez-moi... ou je fais un malheur ! de Michel Gérard : Le chef d'orchestre
- 1986 : La Gitane de Philippe de Broca : Pilu
- 1988 : Corps z'a corps de André Halimi : Thiriet
- 1989 : Comment faire l'amour avec un nègre sans se fatiguer de Jacques W. Benoit : Vendeur de machines à écrire
- 1998 : Robin des mers de Jean-Pierre Mocky : Pénalty
- 1998 : Vidange de Jean-Pierre Mocky : Le procureur
- 1999 : 36 (Court métrage) : Jacques Legras

### Télévision
- 1968 : Le Bourgeois gentilhomme (téléfilm) : Le maître tailleur
- 1976 : Les Brigades du Tigre, épisode Don de Scotland Yard de Victor Vicas : Chevreux
- 1976 : Le Château des Carpathes de Jean-Christophe Averty : le pope
- 1977 : Au théâtre ce soir : Le Séquoïa de George Furth, mise en scène Jacques Mauclair, réalisation Pierre Sabbagh, théâtre Marigny
- 1977 : Les Confessions d'un enfant de chœur de Jean L'Hôte : l'oncle Auguste
- 1977 : Les folies Offenbach (série télévisée) : Lantier
- 1977 : Appelez-moi docteur ou le médecin invisible (téléfilm) : Le père
- 1978 : Les palmiers du métropolitain (téléfilm) : Le guide Moldave
- 1978 : Messieurs les ronds-de-cuir (téléfilm) : Ovide
- 1979 : Au théâtre ce soir : Mon crime de Louis Verneuil & Georges Berr, mise en scène Robert Manuel, réalisation Pierre Sabbagh, théâtre Marigny
- 1980 : Opération Trafics (téléfilm) : L'employé du comptoir Lim
- 1980 : Jean-Sans-Terre (téléfilm) : Le garçon de café
- 1980 : Le vol d'Icare (téléfilm) : Durandal
- 1981 : Société Amoureuse à Responsabilité Limitée (téléfilm) : Maître Autrou - L'huissier
- 1981 : Le mythomane (série télévisée) : M. Martin
- 1981 : Les amours des années folles (série télévisée) : Richeroche
- 1981 : Histoire contemporaine (série télévisée) : M. Paillot
- 1983 : L'étrange château du docteur Lerne (téléfilm) : Le facteur
- 1984 : L'appartement (série télévisée) : Louis Le Glou
- 1984 : Billet doux de Michel Berny, (série télévisée) : Max Boulon
- 1985 : Le canon paisible (série télévisée) : Le séducteur
- 1988 : Vivement Lundi (série télévisée)

## Théâtre
- 1953 : Ah ! les belles bacchantes de Robert Dhéry, Francis Blanche et Gérard Calvi, mise en scène Robert Dhéry, théâtre Daunou
- 1958 : Pommes à l'anglaise de Robert Dhéry, Colette Brosset, musique Gérard Calvi, théâtre de Paris
- 1962 : La Grosse Valse de Robert Dhéry, mise en scène de l’auteur, théâtre des Variétés
- 1973 : Les Branquignols de et mise en scène Robert Dhéry, théâtre La Bruyère
- 1974 : Le Petit Fils du Cheik de et mise en scène Robert Dhéry & Colette Brosset, théâtre des Bouffes-Parisiens
- 1976 : Le Séquoïa de George Furth, mise en scène Jacques Mauclair, théâtre de l'Athénée
- 1980 : La Musique adoucit les mœurs de Tom Stoppard, mise en scène Robert Dhéry, théâtre de la ville
- 1980 : Reviens dormir à l’Élysée de Jean-Paul Rouland et Claude Olivier, mise en scène Michel Roux, Comédie Caumartin
- 1982 : En sourdine... les sardines ! de Michael Frayn, mise en scène Robert Dhéry, théâtre des Bouffes-Parisiens
- 1989 : Point de feu sans fumée de Julien Vartet, mise en scène Jean-Paul Tribout,  théâtre Édouard VII